# 写実主義

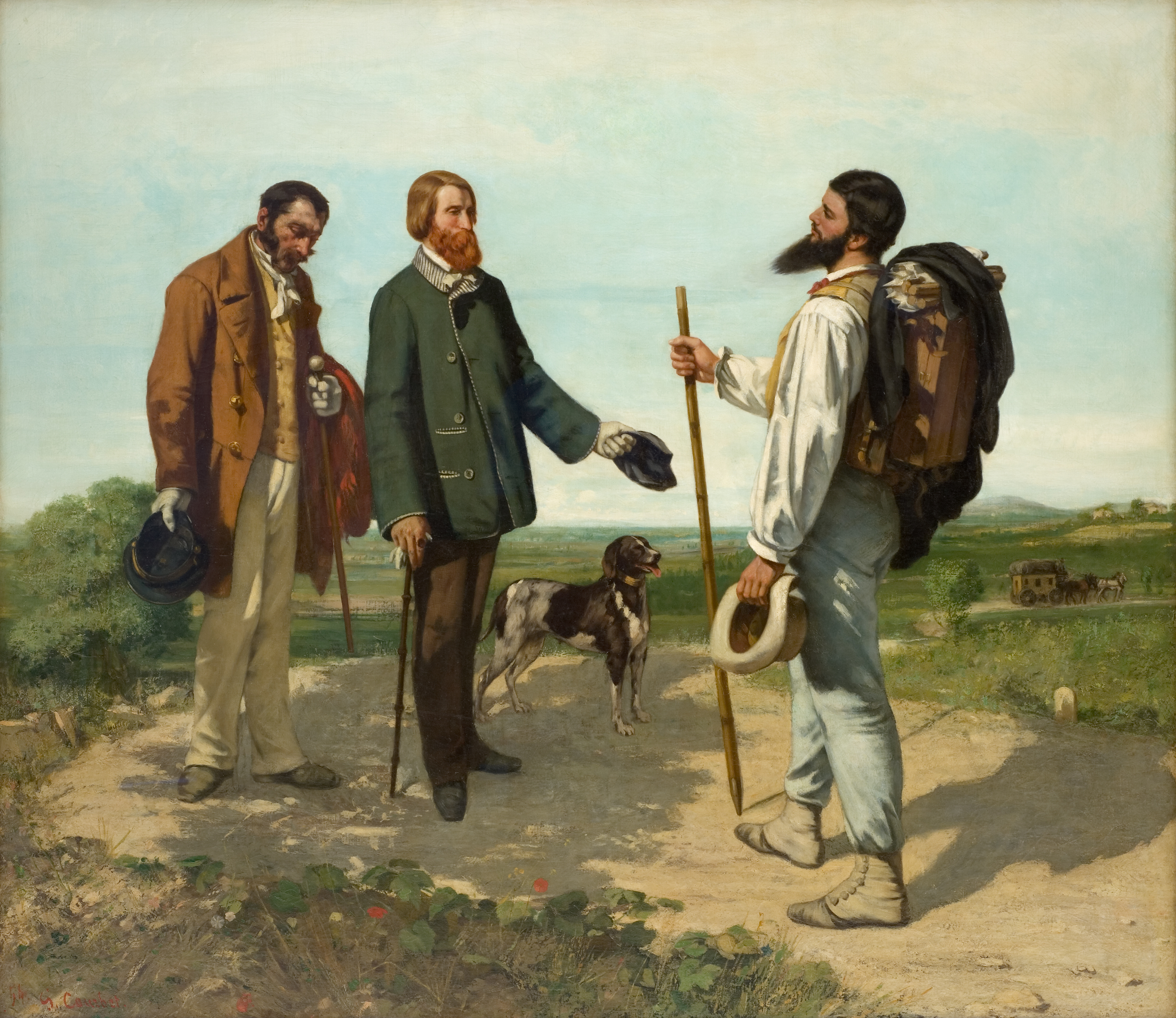
写実主義の絵画

写実主義（しゃじつしゅぎ）、あるいは現実主義は、現実を空想によらず、ありのままに捉えようとする美術上、文学上の主張のこと。リアリズム（英：Realism）、レアリスム（仏：Réalisme）。

## 主な写実主義
- ルネサンス以降の美術は現実をそのまま表現することを目指してきたため、広義の写実主義と呼ぶことができる。その流れは西洋美術の伝統となり、権威付けられた。フランスで伝統の牙城となった芸術アカデミー主体のエコール・デ・ボザールの写実主義は、象徴主義や印象派から批判された。
- 19世紀フランスではロマン主義の風潮に対抗し、ギュスターヴ・クールベが写実主義を主張した（レアリスム宣言）。
- 文学史上の写実主義としてはフランスのギュスターヴ・フローベールやオノレ・ド・バルザック、イギリスのチャールズ・ディケンズ、ロシアのフョードル・ドストエフスキー、ブラジルのマシャード・デ・アシス、ポルトガルのエッサ・デ・ケイロスが知られる。
- ロシア革命の後、社会主義リアリズムが唱えられた。
- 近代日本では坪内逍遥が『小説神髄』で戯作や勧善懲悪を否定し、写実主義を主張した。
- 中国では茅盾が写実主義文学作家として知られる。『子夜』や『中国的一日』が代表作である。